# Joan Fuster Bonnin
Joan Fuster Bonnin (Palma di Maiorca, 1870 – 1943) è stato un pittore spagnolo.

## Biografia
Joan Fuster Bonnin nacque a Palma di Maiorca nel 1870; si formò presso la Scuola di Belle Arti e poi nella scuola-laboratorio "Ricardo Anckerman". Fu uno dei pittori più attivi e prolifici nella prima metà del XX secolo. Aveva l'ambizione di sviluppare il suo stile di pittura, e anche se non era molto comune a quel tempo, si dedicò esclusivamente al mestiere di pittore.
Portò avanti il processo di rinnovamento artistico che si svolse sull'isola di Maiorca e si interessò in tutte le innovazioni di Antonio Gelabert dove si può vedere l'influenza diretta della Scuola Anckerman, e degli artisti Eliseu Meifrèn, Hermenegildo Anglada Camarasa, William Degouve de Nuncques e Santiago Rusiñol, divenendo così il pioniere del rinnovamento della pittura in stile maiorchino nel primo terzo del XX secolo.
La sua opera fu legata a quella di Santiago Rusiñol, William Degouve e Juan Mir. Tra il 1908 e il 1909 fece amicizia con il pittore francese Henri Brugnot. Fu sovvenzionato da Eliseo Meifren, e questo lo aiutò a soggiornare all'isola di Maiorca tra il 1907 e il 1910. Dal 1914 poi seguì il lavoro di Anglada Camarasa e fece uno scambio di esperienze negli anni '30 con Guillem Bergnes.
Costruì uno stile personale interessato principalmente da spazi aperti e luminosi, essendo appassionato di natura, luce e colori del isola di Maiorca. Espresse la sua passione sul quotidiano "Il Giorno" del 15 agosto 1928:  "E' di interesse per tutto il popolo maiorchino, senza distinzione, difendere il nostro paesaggio che è la nostra essenza. Non possiamo perdere tutte le opportunità che si presentano per celebrarli, affermarli e proclamarli il più possibile. Dobbiamo trarre vantaggio da tutte le opportunità che abbiamo, perchè la fama del paesaggio maiorchino, i giorni di prosperità e il benessere dovrebbero valere per tutti i maiorchini."
Sviluppò una intensa attività espositiva. Realizzò una trentina di mostre personali realizzate a Palma, Mahon, Barcellona, Bilbao e Buenos Aires. Partecipò a molte mostre collettive, diventando molto noto a Madrid, Barcellona, Marsiglia e Monaco di Baviera.
Il suo realistico stile impressionista presenta similarità con il pittore maiorchino Miquel Forteza.

## Grandi mostre
- Mostra Nazionale di Belle Arti di Madrid (1899, 1901, 1904, 1906, 1908, 1926)
- Esposizione d'Arte di Barcellona (1898, 1907, 1921)
- Mostra Nazionale di Pittura, Scultura e Architettura di Madrid (1910, 1912, 1917)
- Esposizione di Belle Arti di Marsiglia (1903)
- Munich International Exhibition (1913)
- Esposizione Witcomb di Buenos Aires (Argentina) (1929)

## Premi
- Medaglia d'Argento alla Mostra Balear de Soller (1887)
- Medaglia d'oro al Salone Internazionale di Marsiglia (1903)
- Menzione d'Onore alla Mostra Nazionale di Belle Arti di Madrid (1904 e 1906)

## Tributi
- Palma Circolo delle Belle Arti (1945)
- Galleria Quint (1947)
- Mostra del Centenario (1970)
- Capitolare di La Cartuja (1970)
- Sa Llonja (1995)

## Alcune delle sue opere
- "Es Passeig des Born" – Olio su tela (132 x 207)
- "Retrat de l´Esposa" – Olio su tela (67 x 54)
- "Vista de Palma a la sortida des sol" – Olio su tela (58 x 71)
- "Nocturn amb figures" – Olio su tela (102 X 129)
- "L'amo de Son Moragues" – Olio su tela (136,5 x 75,5)
- "Tarongers de Son Roca" – Olio su tela (64 x 73,5)
- "Nocturn del Molinar" – Olio su tela (60 x 41,5)
- "Sa Foradada" – Olio su tela (46 x 55)